# ゲルゲル王国
ゲルゲル王国（ゲルゲルおうこく）は、インドネシア、バリ島にマジャパイト王国により建国された王国。ワトゥレンゴン王の時代に最盛期を迎えた。その後反乱を契機にバリ島を統一する力がなくなり、クルンクンに遷都し直系はクルンクン王国の王として君臨した。
もともとバリはクディリ王国と関係が深く、それゆえクディリの末裔ジャヤカトワンを滅ぼし台頭したマジャパイト王国に敵対していた。1343年マジャパイト王国の宰相ガジャ・マダに率いられた軍勢により支配されたが、マジャパイトに忠誠を誓わせる為、バリの統治者としてクディリ王国の子孫が派遣された。
クディリ王国の末裔ブラ−フマナ、ムプ・クレスナ・クパキサン第四子スリ・クトゥット・クレスナ・クパキサンがバリに派遣され、サンプランガン（現・ギャニャール県サンプランガン）を都とした。さらに彼の第四子クトゥット・ングレシルが王となるとゲルゲルへ遷都した。次代の王スリ・ワトゥレンゴンの時代ゲルゲル王朝は最盛期を迎えるが、彼が亡くなると衰退していった。また、マジャパイト王国が滅ぼされるとジャワより亡命者がバリに入った。ダルム・ブクン、ダルム・サグニン、ダルム・ディマデと王が続き、ディマデ王の時に大臣グスティ・アグン・ディマデが二度に渡り謀反を起こす。1651年、の謀反では反乱軍の勢力が強く、王はグリアンへ逃亡し、失意のうちに世を去った。2人の王子はシデムンに隠され、彼らに協力する地方領主達により、グスティ・アグン・ディマデを打ち破った。このことにより、地方領主達がそれぞれ覇を唱える機会を与えバリを統一する力はすでになく、ゲルゲル王国は崩壊し、8つの王国に分立する時代に突入した。1710年、ディマデ王の遺児デワ・アグン・ジャンベにより、ゲルゲルの北によるクルンクンに遷都し、クルンクン王国が成立する。